# Actinoptera discoidea
Actinoptera discoidea es una especie de insecto del género Actinoptera de la familia Tephritidae del orden Diptera.

## Historia
Fallen la describió científicamente por primera vez en el año 1814.